# Форменига (Тревизо)
Форменига је насеље у Италији у округу Тревизо, региону Венето.
Према процени из 2011. у насељу је живело 52 становника. Насеље се налази на надморској висини од 196 м.